# Munchkin (kattenras)
De Munchkin is een kat met een achondroplasische dwergmutatie ofwel dwerggroei bij de kat. Kenmerkend voor deze afwijking is de kortpotigheid. Door overkoepelende organisaties van raskatten in Europa wordt deze kat niet als ras erkend. Het fokken van dieren met erfelijke ziekten, zoals de Munchkin, is sinds 2014 verboden in Nederland.

## Herkomst

### Etymologie
De benaming komt van Munchkin Country (Munchkinland), het land van de dwergen, uit het Amerikaanse kinderboek De tovenaar van Oz.

### Ontstaan
Hoewel net als bij andere zoogdieren deze erfelijke afwijking incidenteel spontaan voorkomt bij katten, werd een exemplaar op een kattententoonstelling pas vertoond in 1991 in Madison Square Garden; het betrof een poes genaamd BlackBerry met een nestje van meerdere kortpotige kittens.

## Erkenning en verbod
Dit ras is niet erkend in Nederland en slechts door enkele kattenverenigingen in België en wordt door veel overkoepelende organisaties op raskattengebied als een niet gewenst fenotype beschouwd. In de Verenigde Staten werd het ras echter in 1994 al erkend.
In Nederland geldt sinds 2014 een verbod op het fokken van dieren met erfelijke ziekten, zoals de Munchkin. Er geldt een boete van €1.500 voor het fokken met een Munchkin ouderdier, ook als dit gaat om een enkele hobbymatige fok. Dit geldt ook voor de dwerg-designerrassen welke zijn ontstaan door kruisingen met dit ras. Naast Nederland is de Munchkinfok ook verboden in Schotland en delen van Australië.

## Kenmerken
Een Munchkin heeft, op de (zeer) korte poten na, het uiterlijk van een gewone huiskat en komt voor in alle kleuren en patronen in zowel langhaar als korthaar. Het karakter komt overeen met dat van een huiskat. Ze zijn lief, speels en intelligent. Ze zijn energiek, spelen graag met andere dieren.

## Dwerggroei

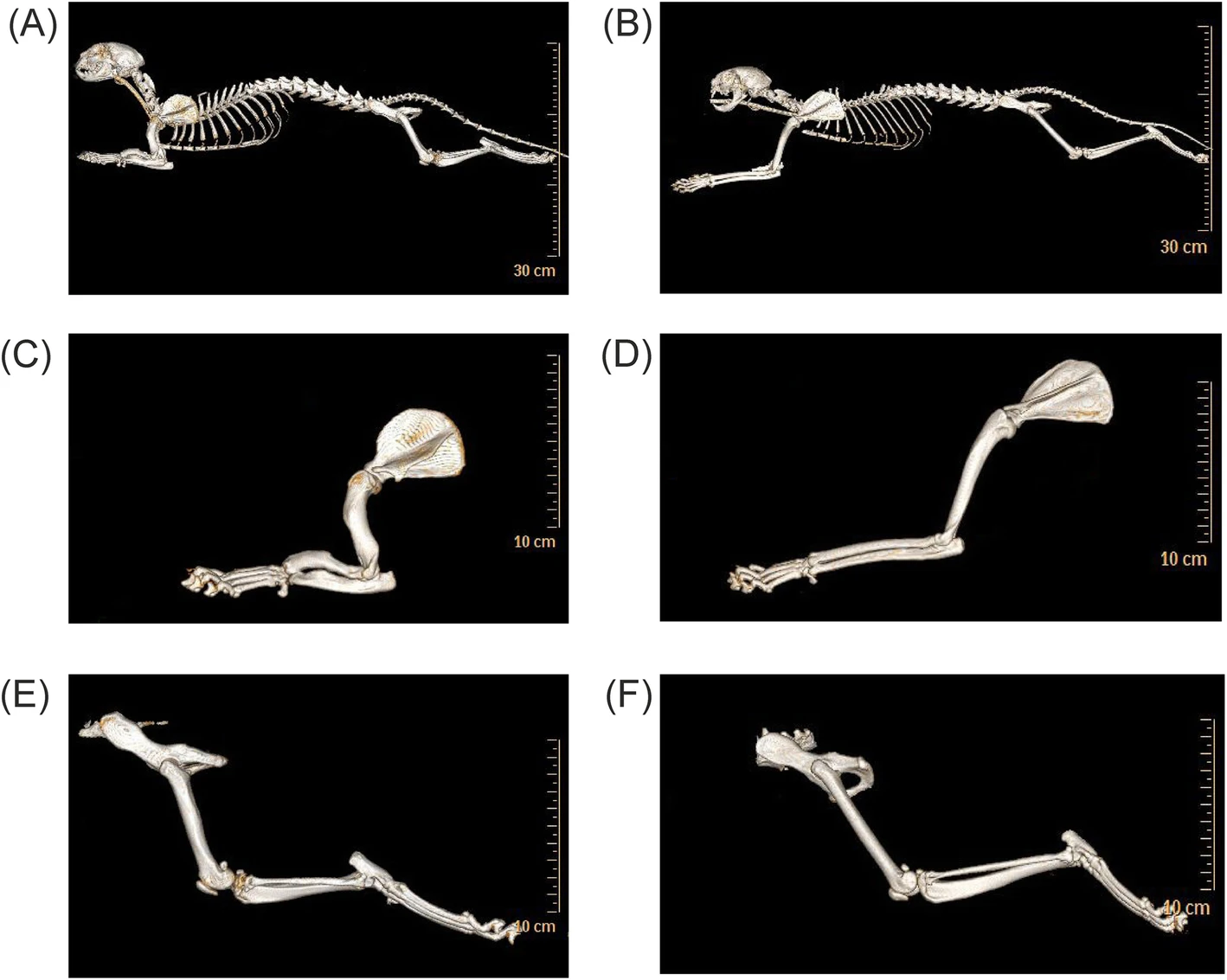
Röntgenfoto van links een Munchkin-kater (a, c, e) en rechts een standaard huiskat (poes) (b, d, f). De ledematen van de Munchkin-kat zijn korter ten opzichte van het lichaam. De voorpoten van de Munchkin-kat (c) vertonen een verkorting van alle distale en proximale lange botten en grotere diafysaire diameters, vooral van het opperarmbeen, vergeleken met de voorpoten van een huiskat (d). De achterpoten (e, f) vertonen ook grotere diafysaire diameters, vooral in het dijbeen, evenals een verkorting van de lange botten.

### Erfelijkheid
De kortpotigheid wordt veroorzaakt door een bij veel zoogdieren incidenteel voorkomende erfelijke afwijking achondroplasie. Dit is een autosomaal dominant verervende groeistoornis waarbij de kraakbeenvorming in het proces van de lengtegroei van de botten gestoord is. Hierbij zijn de ledematen, armen en benen, ernstig verkort en heeft enkel de romp een normale lengte. Bij de kat zowel als bij de mens is er sprake van homozygote letaliteit, dat wil zeggen dat een organisme met twee exemplaren (van beide ouders) van het defecte gen niet levensvatbaar is en het embryo al in de baarmoeder overlijdt. Het ongeboren embryo wordt door de moederpoes geresorbeerd (opgenomen in het lichaam van het moederdier).

### Gezondheid
Dwerggroei zorgt voor een verkorting van de botten in de ledematen en voor een afwijkende diktegroei van deze botten. Dwerggroei maakt het lastiger om normaal te bewegen en te springen voor dit ras. De afwijking kan resulteren in artrose, wat de beweging nog moeilijker en pijnlijker maakt voor de katten.

## Kruisingen
De Munchkin is veel met andere rassen gekruist, waardoor weer nieuwe designerrassen zijn ontstaan met deze dominante mutatie van dwerggroei, zoals:
- Bambino (Sphynx) (Sphynx x Munchkin)[9]
- Dwelf (Sphynx x Amerikaanse kruloorkat x Munchkin)[10]
- Genetta (Bengaal x Munchkin)
- Kinkalow (Amerikaanse kruloorkat x Munchkin)
- Lambkin (Selkirk Rex x Munchkin)
- Minskin (Sphynx x Burmees x Devon Rex x Munchkin)
- Minuet of Napoleon (Pers x Munchkin)
- Schotse Kilt (Schotse vouwoorkat x Munchkin)
- Skookum (LaPerm x Munchkin)